# Марракета
Марракета (ісп. marraqueta, інколи pan francés або pan batido) — тип хлібу, особливо популярний в Чилі (до 70 % продажів хлібу), Болівії і Перу, в меншій мірі в Аргентині та Уругваї.
Його готують з тіста до складу якого входиять: борошно, води, солі та дріжджів. Дві кульки тіста, як правило, стискають разом, а потім майже розколюють посередині, перш ніж хліб випікають у духовці, як правило, у каструлі з водою, що надає марракете характерну скоринку.

## Історія
Вважається, що марракета вперше потрапила до чилійських берегів завдяки парі французьких братів на прізвисько Марракет, які прибули на початку 19 століття.